# Station Jeziorki Wałeckie
Station Jeziorki Wałeckie is een spoorwegstation in de Poolse plaats Jeziorki.